# 羅基特納斯洛博達
50°55′50″N 29°57′46″E / 50.93056°N 29.96278°E
羅基特納-斯洛博達（烏克蘭語：Рокитна Слобода）是位於烏克蘭北部的村莊，由基辅州维什霍罗德区的伊萬基夫市鎮負責管轄。該村面積0.6平方公里，海拔高度113米，2001年人口71，人口密度每平方公里118.3人。

## 画廊

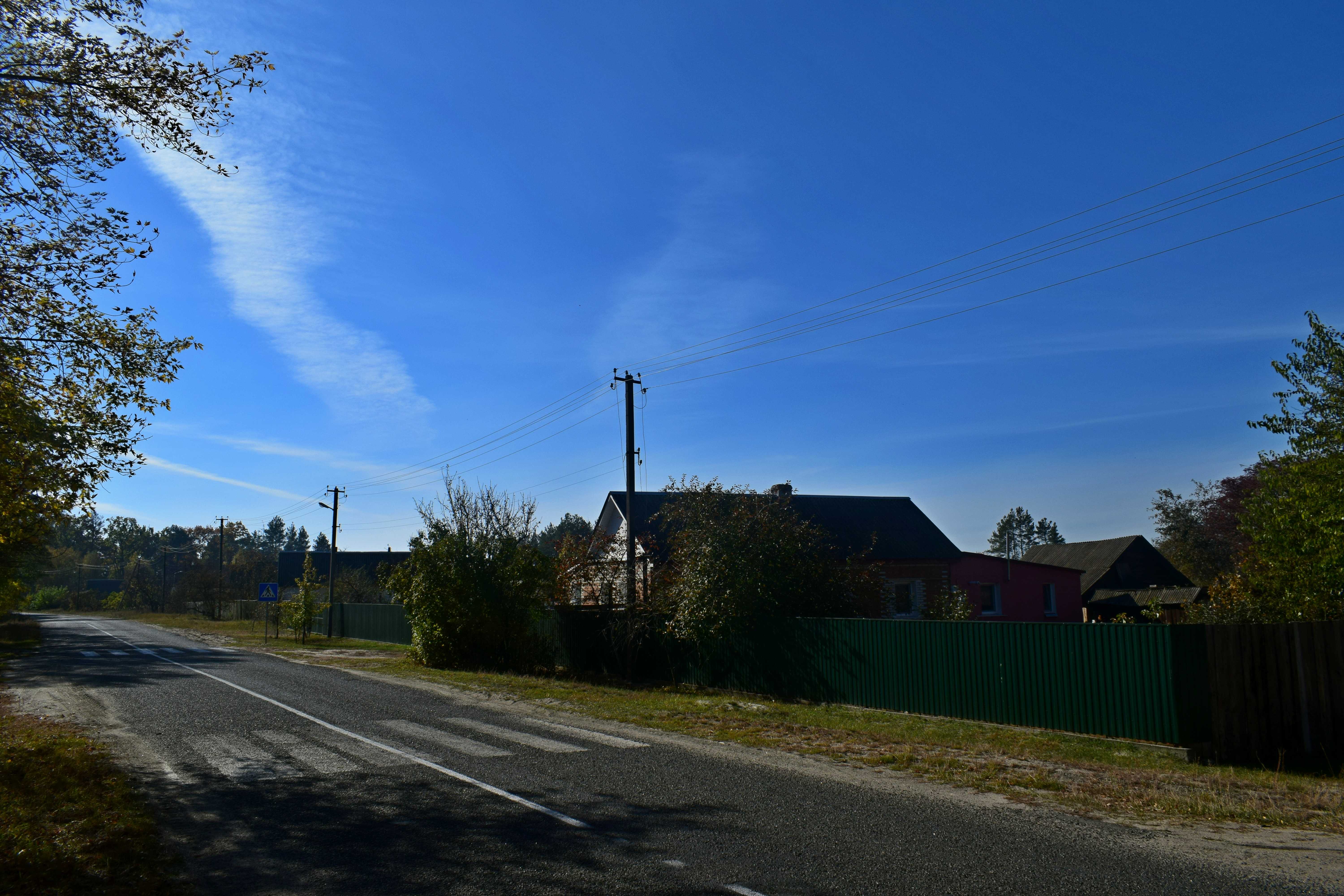
该中心位于村庄
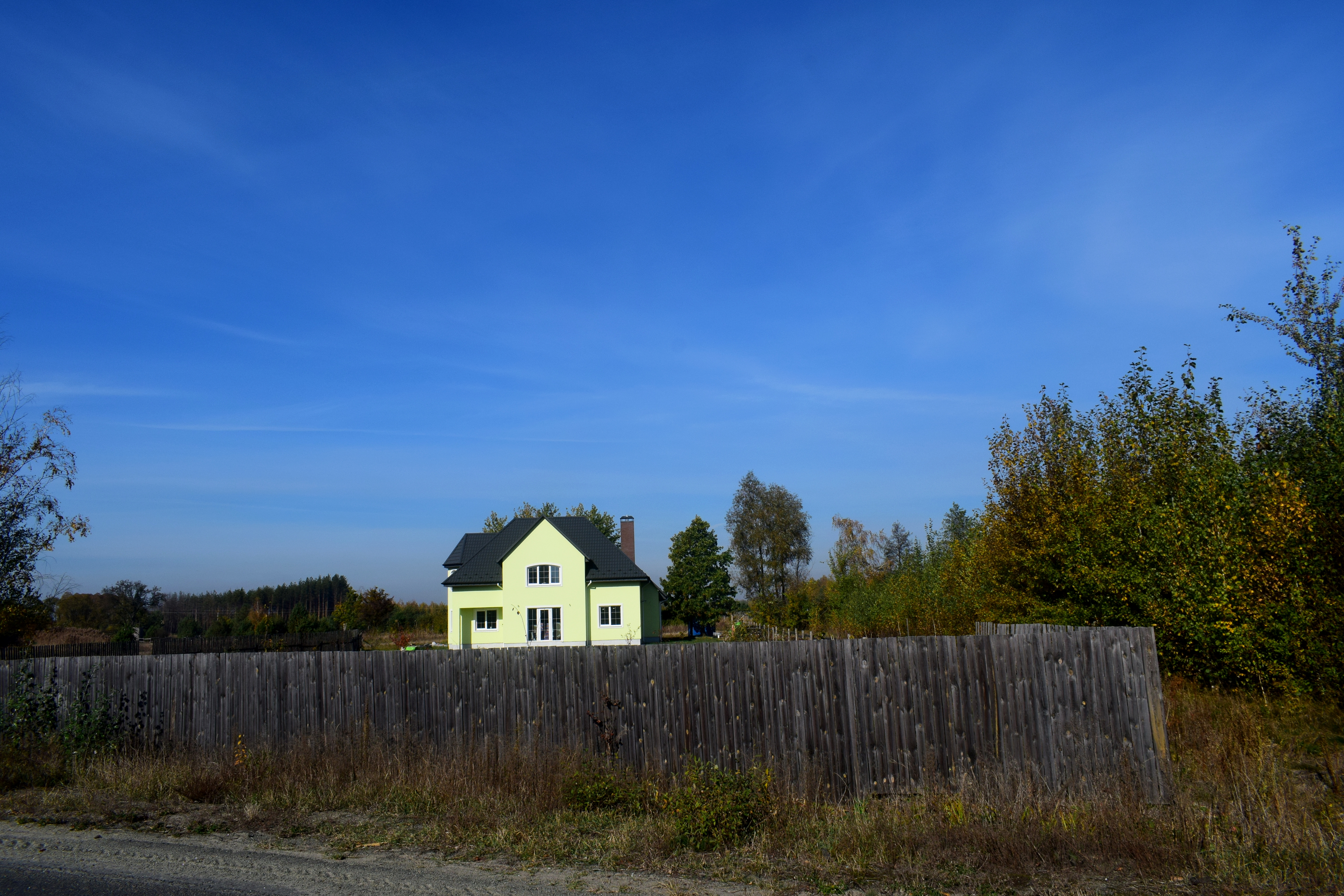
住宅楼
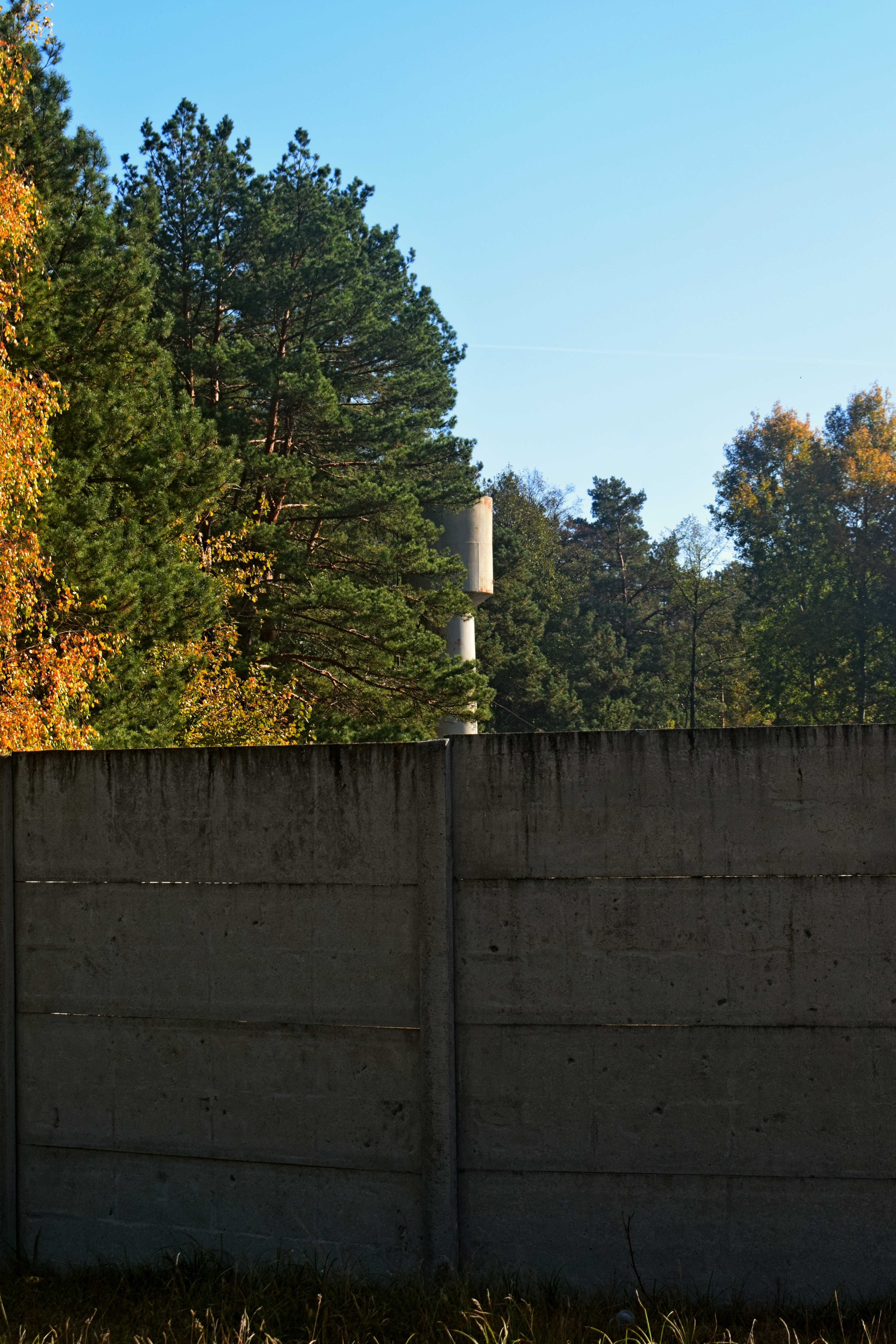
水塔
池塘
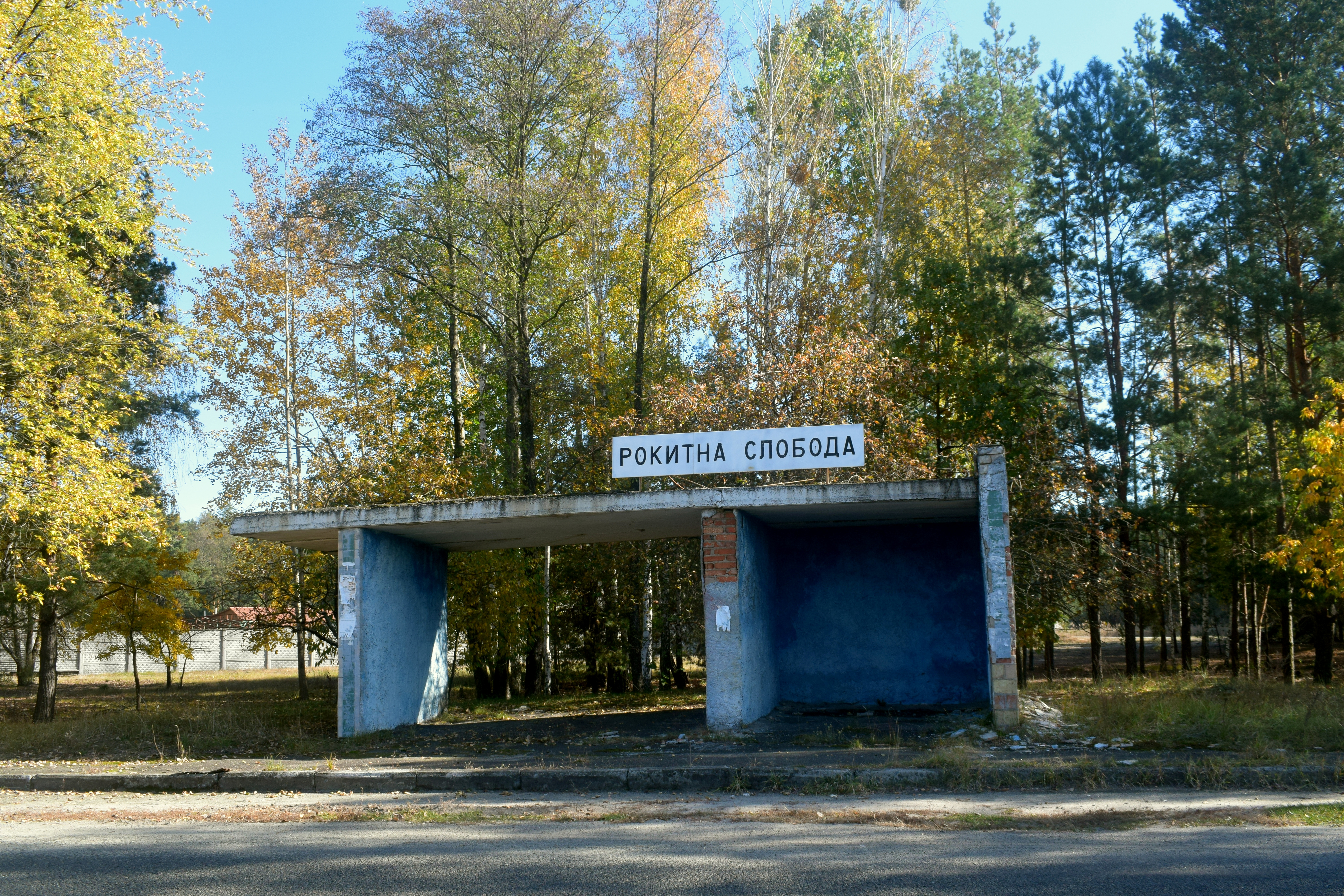
巴士站